# Раджендер Кумар
Раджендер Кумар (англ. Rajender Kumar; нар. 25 жовтня 1985) — індійський борець греко-римського стилю, срібний та бронзовий призер чемпіонатів Азії, дворазовий чемпіон та срібний призер чемпіонатів Співдружності, чемпіон Ігор Співдружності.

## Життєпис
Боротьбою почав займатися з 1997 року.
Виступає за борцівський клуб Курукшетри, штат Хар'яна. Тренер — Шамшер Сінгх (з 1997).
У 2012 році за спортивні досягнення був нагороджений премією «Арджуна».

## Спортивні результати на міжнародних змаганнях

### Виступи на Чемпіонатах світу
| Змагання                        | Збірна | Вагова категорія                 | Місце |
| ------------------------------- | ------ | -------------------------------- | ----- |
| Чемпіонат світу з боротьби 2009 | Індія  | греко-римська боротьба, до 55 кг | 27    |
| Чемпіонат світу з боротьби 2010 | Індія  | греко-римська боротьба, до 55 кг | 13    |

### Виступи на Чемпіонатах Азії
| Змагання                       | Збірна | Вагова категорія                 | Місце  |
| ------------------------------ | ------ | -------------------------------- | ------ |
| Чемпіонат Азії з боротьби 2008 | Індія  | греко-римська боротьба, до 55 кг | 11     |
| Чемпіонат Азії з боротьби 2010 | Індія  | греко-римська боротьба, до 55 кг | Срібло |
| Чемпіонат Азії з боротьби 2011 | Індія  | греко-римська боротьба, до 55 кг | 5      |
| Чемпіонат Азії з боротьби 2018 | Індія  | греко-римська боротьба, до 55 кг | Бронза |

### Виступи на Азійських іграх
| Змагання           | Збірна | Вагова категорія                 | Місце |
| ------------------ | ------ | -------------------------------- | ----- |
| Азійські ігри 2010 | Індія  | греко-римська боротьба, до 55 кг | 9     |

### Виступи на Чемпіонатах Співдружності
| Змагання                                | Збірна | Вагова категорія                 | Місце  |
| --------------------------------------- | ------ | -------------------------------- | ------ |
| Чемпіонат Співдружності з боротьби 2011 | Індія  | греко-римська боротьба, до 55 кг | Золото |
| Чемпіонат Співдружності з боротьби 2013 | Індія  | греко-римська боротьба, до 55 кг | Срібло |
| Чемпіонат Співдружності з боротьби 2017 | Індія  | греко-римська боротьба, до 55 кг | Золото |

### Виступи на Іграх Співдружності
| Змагання                | Збірна | Вагова категорія                 | Місце  |
| ----------------------- | ------ | -------------------------------- | ------ |
| Ігри Співдружності 2010 | Індія  | греко-римська боротьба, до 55 кг | Золото |

### Виступи на інших змаганнях
| Змагання                                                      | Збірна | Вагова категорія                 | Місце  |
| ------------------------------------------------------------- | ------ | -------------------------------- | ------ |
| Міжнародний меморіал Дейва Шульца 2009                        | Індія  | греко-римська боротьба, до 55 кг | 6      |
| Гран-прі Німеччини з боротьби 2009                            | Індія  | греко-римська боротьба, до 55 кг | 9      |
| Золотий Гран-прі з боротьби 2010 (Баку)                       | Індія  | греко-римська боротьба, до 55 кг | 8      |
| Міжнародний меморіал Дейва Шульца 2012                        | Індія  | греко-римська боротьба, до 55 кг | Срібло |
| Олімпійський кваліфікаційний турнір з боротьби 2012 (Астана)  | Індія  | греко-римська боротьба, до 55 кг | Бронза |
| Олімпійський кваліфікаційний турнір з боротьби 2012 (Тайюань) | Індія  | греко-римська боротьба, до 55 кг |        |

### Виступи на змаганнях молодших вікових груп
| Змагання                                     | Збірна | Вагова категорія                 | Місце |
| -------------------------------------------- | ------ | -------------------------------- | ----- |
| Чемпіонат Азії з боротьби серед юніорів 2005 | Індія  | греко-римська боротьба, до 55 кг | 5     |